# Кужмарське сільське поселення
Кужма́рське сільське поселення (рос. Кужмарское сельское поселение) — муніципальне утворення у складі Звениговського району Марій Ел, Росія. Адміністративний центр — село Кужмара.

## Історія
Станом на 2002 рік існували Кужмарська сільська рада (село Кужмара, присілки Великі Вележі, Верхні Пам'яли, Дружба, Мельничні Пам'яли, Мітюково, Морканаш, Нижні Пам'яли, Річна, Трояри), Нуктузька сільська рада (присілки Малий Кожвож, Нуктуж, селище Нуктузьке Лісничество) та Поянсолинська сільська рада (присілки Великий Кожвож, Ізоткіно, Мала Кужмара, Нурдамучаш, Нурумбал, Поянсола).

## Населення
Населення — 3734 особи (2019, 4133 у 2010, 4191 у 2002).

## Склад
До складу поселення входять такі населені пункти:
| Населений пункт               | Населення, осіб (2002) | Населення, осіб (2010) |
| ----------------------------- | ---------------------- | ---------------------- |
| Великий Кожвож, присілок      | 160                    | 160                    |
| Великі Вележі, присілок       | 126                    | 136                    |
| Верхні Пам'яли, присілок      | 135                    | 149                    |
| Дружба, присілок              | 25                     | 13                     |
| Ізоткіно, присілок            | 0                      | 0                      |
| Кужмара, село                 | 1234                   | 1311                   |
| Мала Кужмара, присілок        | 164                    | 161                    |
| Малий Кожвож, присілок        | 56                     | 73                     |
| Мельничні Пам'яли, присілок   | 331                    | 286                    |
| Мітюково, присілок            | 13                     | 16                     |
| Морканаш, присілок            | 60                     | 50                     |
| Нижні Пам'яли, присілок       | 318                    | 312                    |
| Нуктуж, присілок              | 574                    | 599                    |
| Нуктузьке Лісничество, селище | 18                     | 6                      |
| Нурдамучаш, присілок          | 127                    | 101                    |
| Нурумбал, присілок            | 217                    | 165                    |
| Поянсола, присілок            | 498                    | 471                    |
| Річна, присілок               | 34                     | 66                     |
| Трояри, присілок              | 71                     | 58                     |